# Choren I.

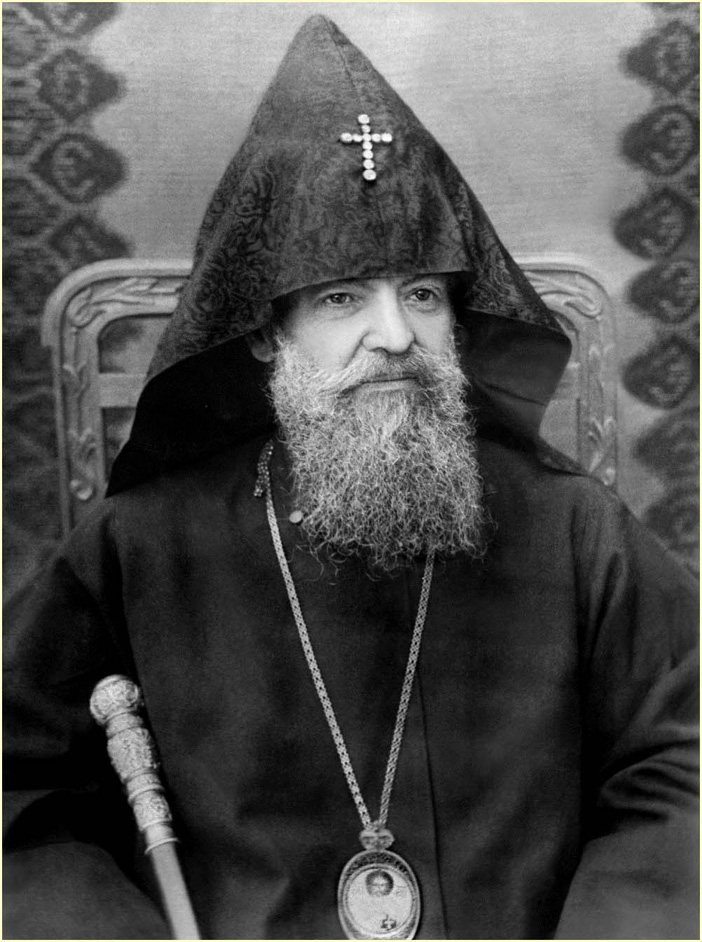
Choren I. von Armenien

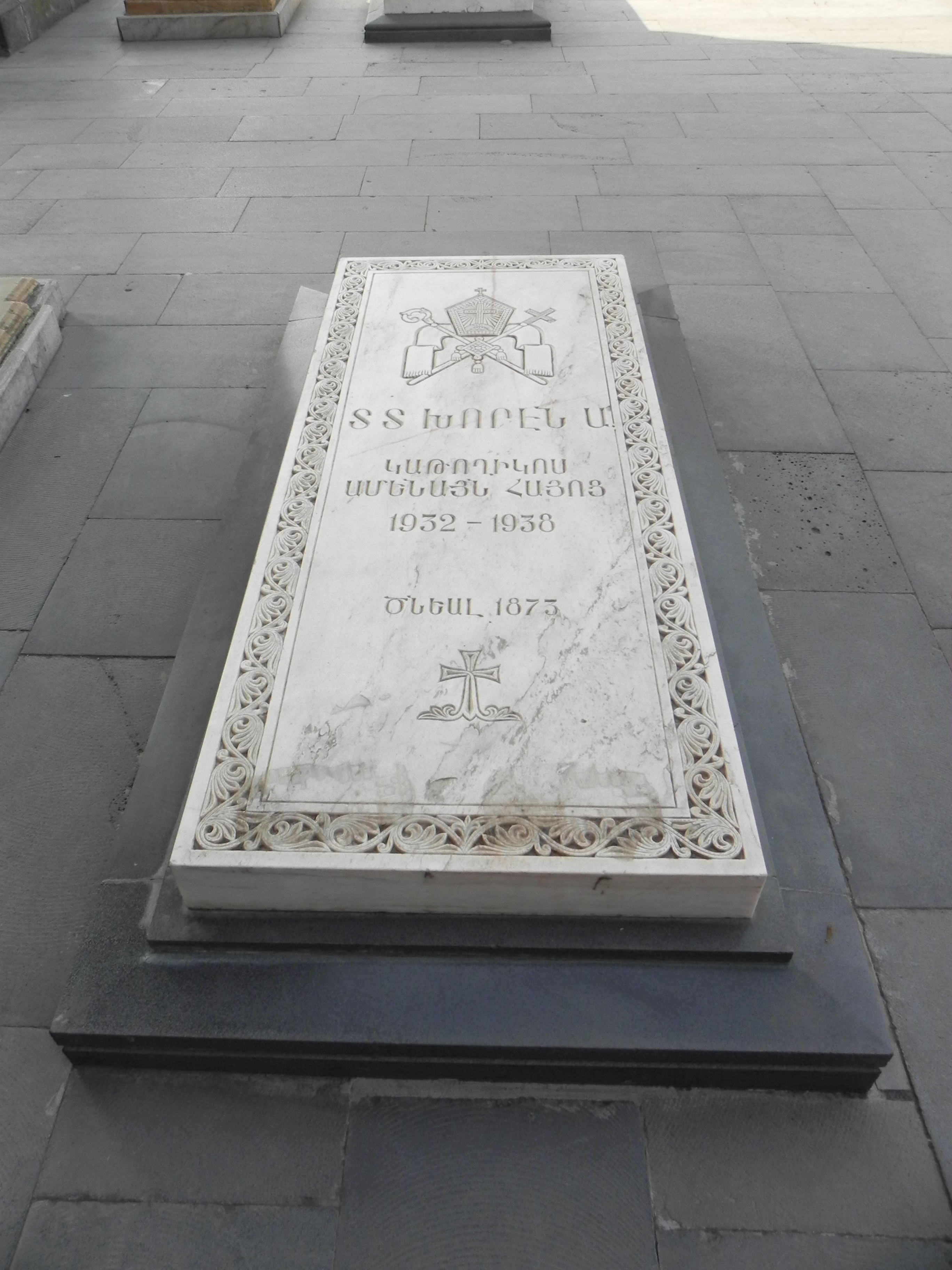
Sein Grabstein

Choren I. von Armenien (armenisch Խորեն Ա Տփղիսեցի Մուրադբեկյան Xorēn Muradbēkean; bürgerlich Aleksandr Howhannjes Muradbekjan Ալեքսանդր Հովհաննեսի Մուրադբեկյան, * 8. Dezember 1873 in Tiflis, Russisches Reich; † 6. April 1938 in Etschmiadsin, Armenische SSR) war von 1932 bis 1938 der Katholikos der gesamten armenisch-apostolischen Kirche und Opfer des Großen Terrors unter Josef Stalin. Er liegt bei der Mutterkathedrale von Heilig-Etschmiadsin begraben.

## Leben
Choren besuchte die Nersesian-Akademie in Tiflis und lehrte dort. 1900 wurde er zum Wardapet promoviert und 1910 zum Bischof geweiht. Nach dem Tod von Katholikos Georg V. am 9. Mai 1930 blieb der Patriarchensitz der armenisch-apostolischen Kirche unter dem Druck des sowjetischen Diktators Stalin für zwei Jahre unbesetzt. Als die staatlichen Angriffe auf die Kirche jedoch zeitweise aufhörten, um die Beziehungen der Sowjetunion zur armenischen Diaspora zu verbessern, wurde Alexander Muradbekyan am 10. November 1932 zu „Seiner Heiligkeit dem Katholikos Aller Armenier“ ernannt.
Mit dem Beginn der Großen Säuberungen in den späten 1930er Jahren ließ die Sowjetregierung ab 1935 erneut ihre kirchenfeindliche Haltung manifestieren. Nach nur 6 Jahren im Amt wurde Katholikos Choren am 6. April 1938 von Agenten des NKWD erwürgt. Im Zuge seiner Ermordung wurde das Katholikat von Etschmiadsin am 4. August 1938 durch die kommunistischen Behörden geschlossen, die Kirche lebte nur noch im Untergrund und in der Diaspora weiter. Offiziell wurde behauptet, Choren I. sei an einem Schlaganfall verstorben. Ein Begräbnisgottesdienst wurde verboten. 2006 erklärte die armenisch-apostolische Kirche ihn zum Märtyrer.
Diesmal blieb der Sitz bis 1945 für sieben Jahre vakant.